# Burg Rotenzimmern
Die Burg Rotenzimmern, auch Rotazimbern genannt, ist die Ruine einer Spornburg auf einer 575 m ü. NN hohen Spornterrasse über dem Steilabfall zum Schlichemtal beim Ortsteil Rotenzimmern der Gemeinde Dietingen im Landkreis Rottweil in Baden-Württemberg.

## Geschichte
Die Burg wurde in der ersten Hälfte des 14. Jahrhunderts erbaut, 1341 erstmals urkundlich erwähnt und war im Besitz der Herren von Rotenzimmern. Im Jahr 1491 wird das Areal als Burghalde bezeichnet.

## Baubeschreibung

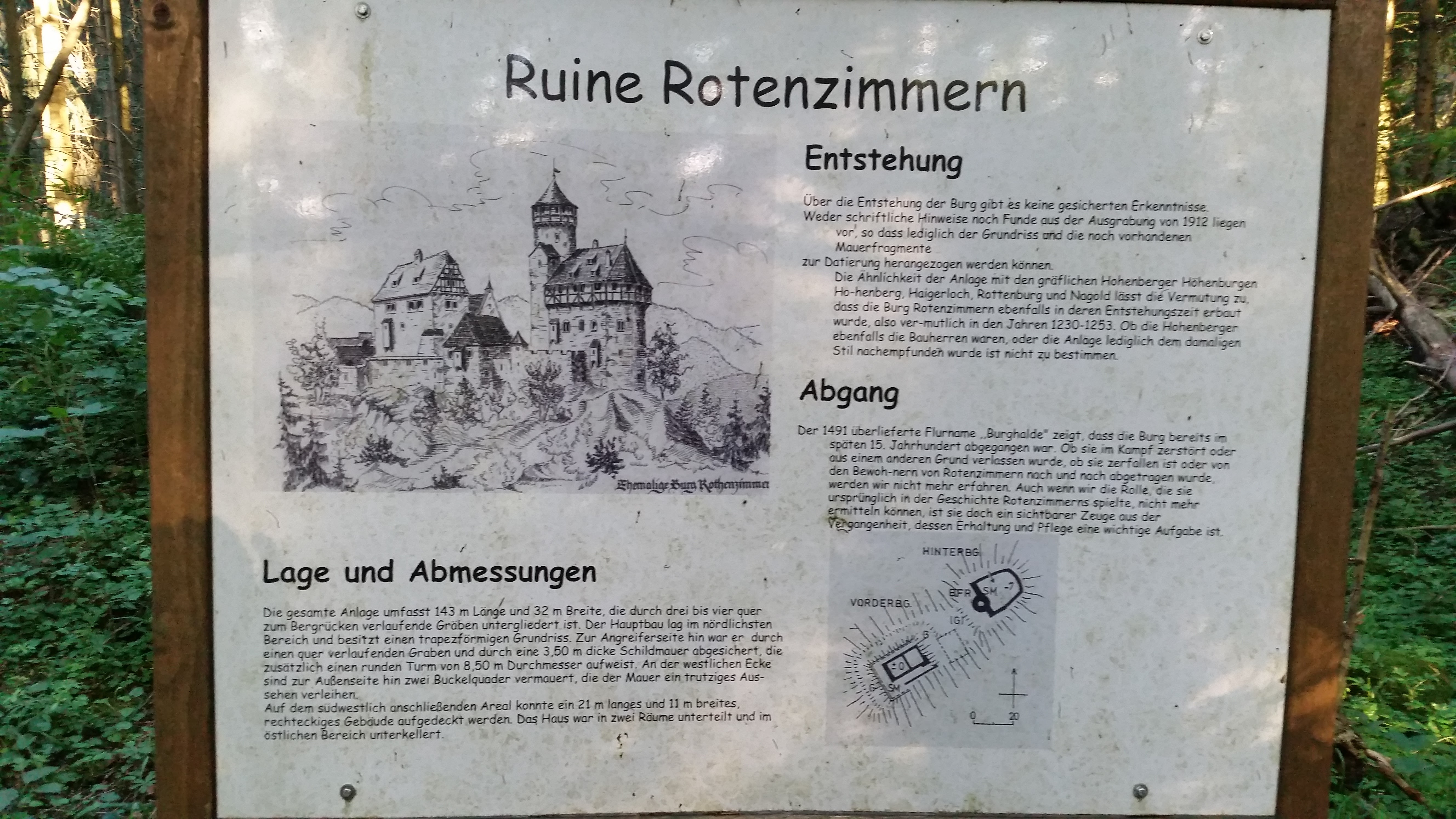
Infotafel

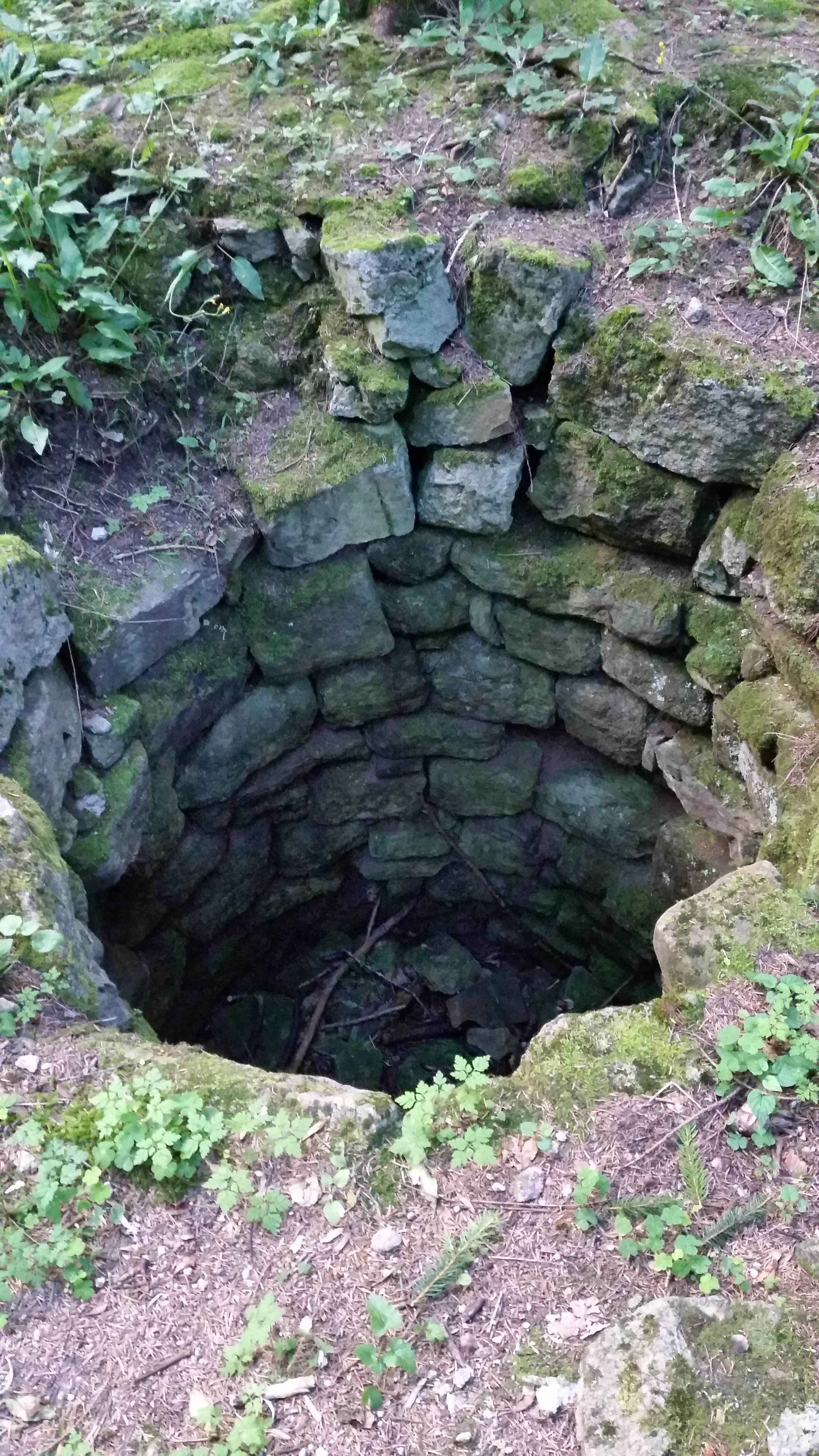
Burgbrunnen

Die kleine Burg bestand aus einer Kernburg, der sogenannten Hinterburg, an der Spornspitze und einer Vorburg, der Vorderburg. Beide Burgbereiche waren durch einen Graben voneinander getrennt.
Die Vorburg bildete ein rechteckiges Gebäude, das von einer Ringmauer umgeben war. Zusätzlich verlief um die Vorburg, mit Ausnahme der Südostseite, noch ein Graben mit Außenwall. Die rund sieben Meter tiefer als die Vorderburg liegende, etwa trapezförmige Hinterburg lag nordöstlich der Vorburg, und weist heute nur noch die rund ein bis zwei Meter hoch erhaltenen Reste der Ringmauer, einer zur Vorburg gerichteten Schildmauer und, etwa mittig in dieser, eines runden Bergfriedes auf. Der frühere Zugang lag in der Mitte der nordwestlichen Ringmauerseite. Die Ringmauer hat eine Mauerstärke von 1,6 Metern, die Schildmauer eine Stärke von drei Metern. Diese schließt sich mit leicht unterschiedlich langen Flügeln an den Bergfried an, wobei der südöstliche Flügel etwas kürzer ist. Der Bergfried hat einen Durchmesser von acht Metern, seine Mauerstärke beträgt ebenfalls drei Meter. Der Bergfried ragt etwa mit seiner Hälfte aus der Schildmauer hervor, zur Innenseite der Kernburg entsprechend weniger.